# Целине (Подтурен)
46°27′ пн. ш. 16°30′ сх. д. / 46.45° пн. ш. 16.5° сх. д.
Целине (хорв. Celine) — населений пункт у Хорватії, в Меджимурській жупанії у складі громади Подтурен.

## Населення
Населення за даними перепису 2011 року становило 345 осіб.
Динаміка чисельності населення поселення:

## Клімат
Середня річна температура становить 10,14 °C, середня максимальна — 24,50 °C, а середня мінімальна — -6,75 °C. Середня річна кількість опадів — 800 мм.
| Клімат поселення                              | Клімат поселення | Клімат поселення | Клімат поселення | Клімат поселення | Клімат поселення | Клімат поселення | Клімат поселення | Клімат поселення | Клімат поселення | Клімат поселення | Клімат поселення | Клімат поселення | Клімат поселення |
| Показник                                      | Січ.             | Лют.             | Бер.             | Квіт.            | Трав.            | Черв.            | Лип.             | Серп.            | Вер.             | Жовт.            | Лист.            | Груд.            |                  |
| Середній максимум, °C                         | 5,31             | 7,49             | 11,98            | 16,65            | 21,83            | 24,50            | 24,01            | 23,45            | 19,46            | 14,18            | 8,40             | 4,62             |                  |
| Середня температура, °C                       | −0,72            | 1,45             | 5,96             | 10,62            | 15,79            | 18,45            | 20,03            | 19,48            | 15,48            | 10,19            | 4,38             | 0,63             |                  |
| Середній мінімум, °C                          | −6,75            | −4,58            | −0,09            | 4,58             | 9,77             | 12,42            | 16,03            | 15,48            | 11,51            | 6,20             | 0,41             | −3,36            |                  |
| Норма опадів, мм                              | 38               | 40               | 51               | 62               | 72               | 89               | 89               | 84               | 77               | 70               | 75               | 53               |                  |
| Середньомісячна швидкість вітру, м/с          | 2.01             | 2.30             | 2.60             | 2.70             | 2.50             | 2.20             | 2.10             | 1.90             | 1.90             | 1.96             | 2.10             | 2.10             |                  |
| Середньомісячна сонячна радіація, кДж/м²·день | 3974             | 6693             | 10522            | 14926            | 19001            | 20937            | 21365            | 18634            | 13832            | 8565             | 4399             | 3178             |                  |
| --------------------------------------------- | ---------------- | ---------------- | ---------------- | ---------------- | ---------------- | ---------------- | ---------------- | ---------------- | ---------------- | ---------------- | ---------------- | ---------------- | ---------------- |
| Джерело:                                      |                  |                  |                  |                  |                  |                  |                  |                  |                  |                  |                  |                  |                  |